# Coda (muziek)
Een coda (Italiaans: staart) is het deel van een muzikale compositie dat zich na de climax van het stuk afspeelt, ofwel de eindsectie van een compositie aanduidt.

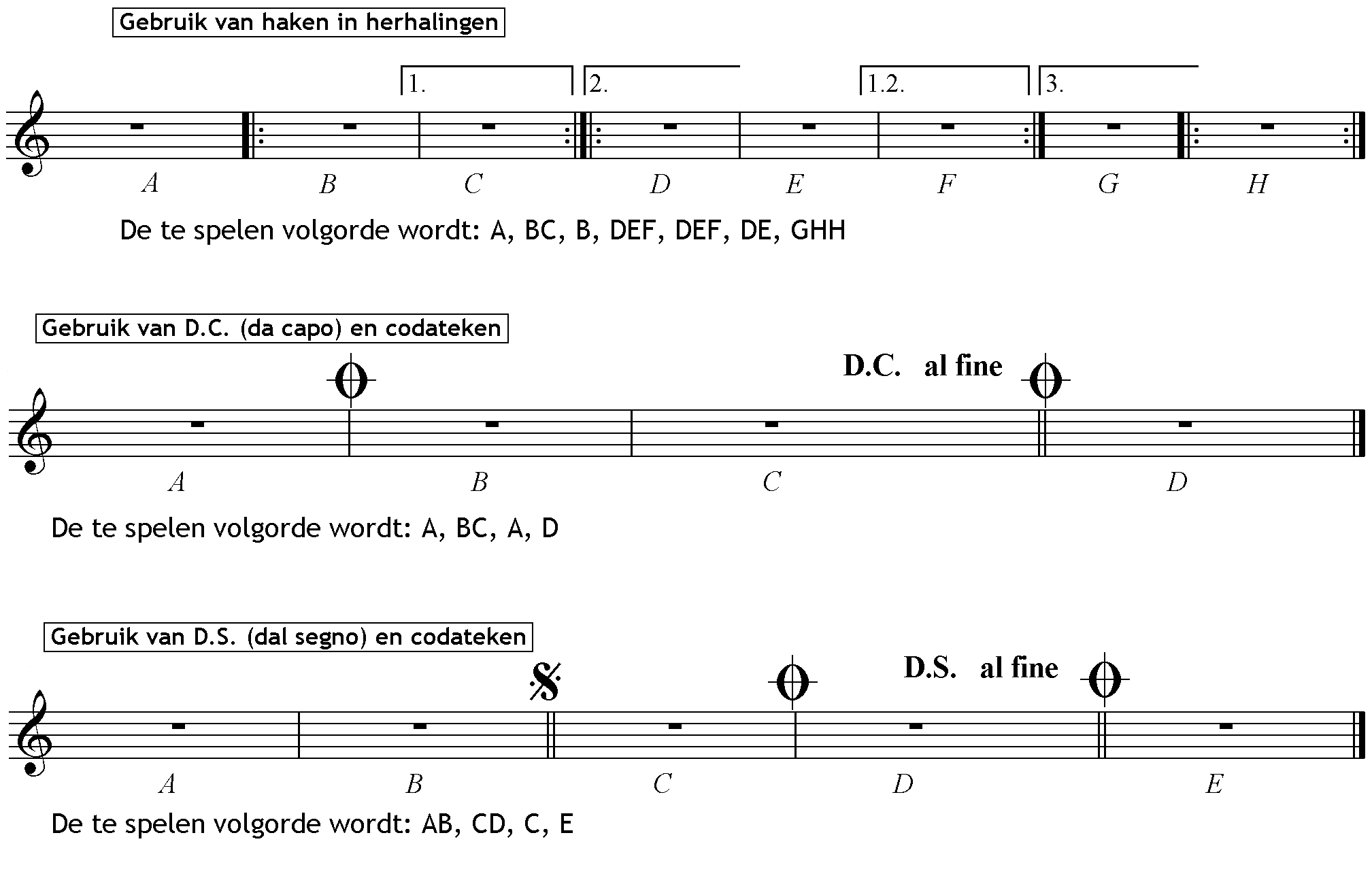
Herhalingsstructuren, genoteerd met haken, DC en DS

In notatie van muzikale herhalingsstructuur ziet een codateken er uit als een cirkel met een kruis erdoor:  Na een herhaling wordt het stuk uitgevoerd tot het eerste codateken en vervolgd bij het tweede codateken.
Men ziet ook de termen:
- D.C. al coda of 'D.C. al fine': (D.C. of DC betekent 'da capo', vanaf het begin)
  - Hier dient men vanaf het begin te herhalen, dan naar het codateken te springen.
- D.S. al coda of 'D.S. al fine': (D.S. of DS betekent 'dal segno', vanaf het segnoteken)
  - Hier dient men vanaf het segnoteken  te herhalen, en dan naar het codateken te springen.

Een korte coda heet ook wel codetta. Deze term wordt ook gebruikt bij een korte coda middenin een deel, zoals de expositie van een deel in sonatevorm.

## Trivia
- Musici spreken vaak van 'het coda', hoewel het woord vrouwelijk (of mannelijk) is, en dus als 'de coda' dient te worden benoemd.
- Erik Satie schreef een stuk (Embryons Desseches) dat in het derde deel eindigt met een opeenstapeling van coda's als een pastiche. Er volgt cadens op cadens, en de luisteraar hoort alleen maar slotakkoorden.